# Kapel aan de Kaak

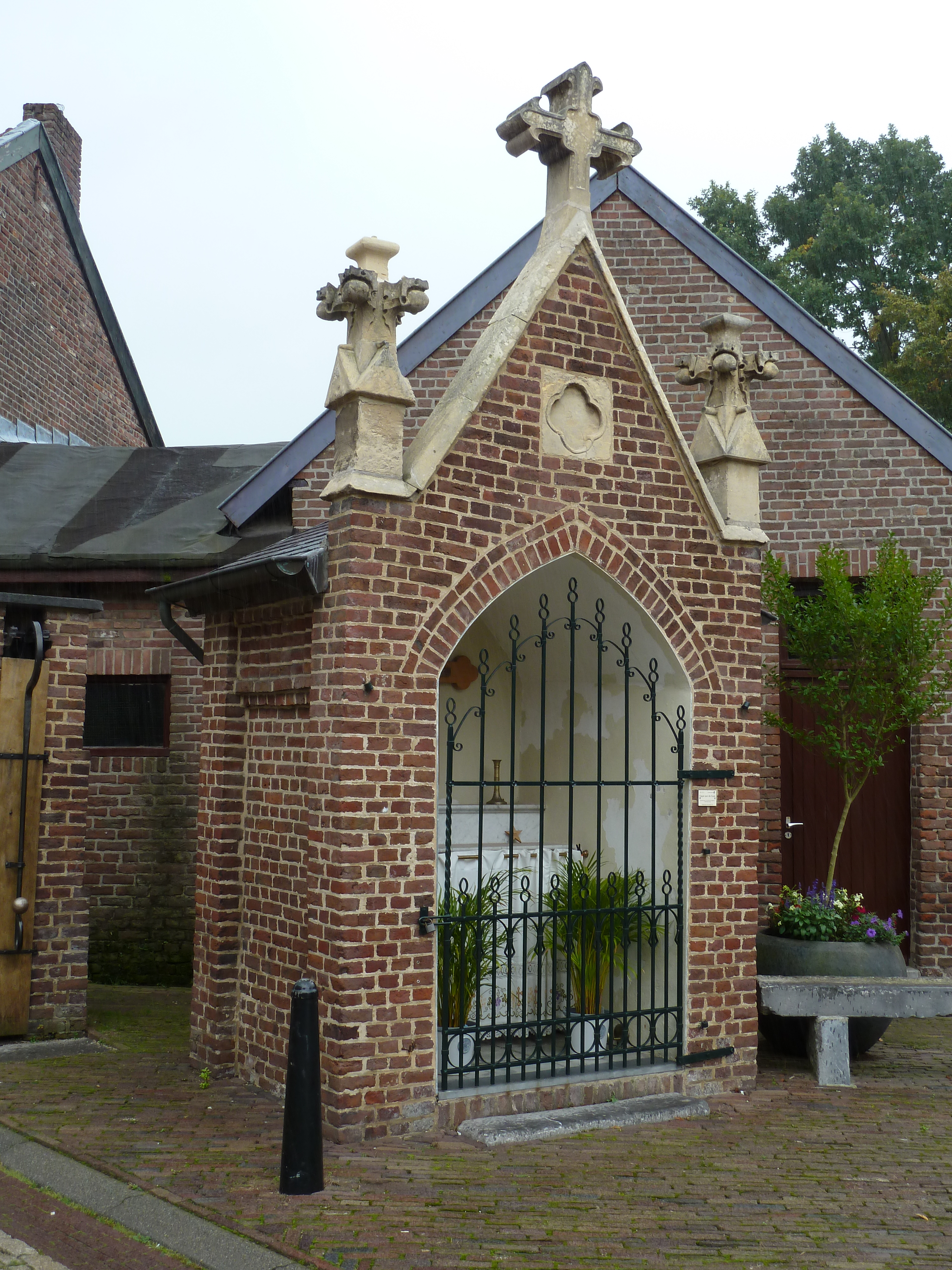
De Kapel aan de Kaak

De Kapel aan de Kaak is een kapel in Elsloo in de Nederlands Zuid-Limburgse gemeente Stein. De kapel staat aan de zuidwestkant van het dorp Aan de Kaak op de hoek van de Kaakstraat en de Raadhuisstraat, waar de Dorpstraat op uitkomt. De kaak was tot 1795 een schandpaal waar misdadigers op werden vastgebonden.

## Geschiedenis
In de eerste helft van de 19e eeuw werd de kapel gebouwd en in de kapel stond destijds een kruis. Het was vermoedelijk de jaren 1820 of 1830 dat de kapel gebouwd werd.
In 1968 werd het kruis uit de kapel gestolen en kapot gegooid door vandalen, waarna er verschillende beeldjes in de kapel geplaatst werden ter vervanging van het kruis. Zo stond er in 1995 een Heilig-Hartbeeld in de kapel en tot oktober 2008 een Lourdesbeeld.
Op 12 oktober 2008 werd er in de kapel opnieuw een kruis geplaatst.

## Bouwwerk
De bakstenen kapel is opgetrokken in veldbrandsteen op een rechthoekig plattegrond en wordt gedekt door een zadeldak met leien. De achtergevel en frontgevel steken iets uit waardoor de zijgevels iets terug liggen, met bovenaan de zijgevels een muizentand als decoratie. De frontgevel is een topgevel met mergelstenen deklijst die wordt bekroond met een mergelstenen kruis. Op de hoeken van de frontgevel zijn pinakels aangebracht die eindigen in een kruisbloem. In de frontgevel bevindt zich de spitsboogvormige toegang die wordt afgesloten met een smeedijzeren hek en plexiglas. Hoog in de frontgevel bevindt zich een vierkante mergelstenen gevelsteen waarin een vierpas uitgespaard is.
Van binnen is de kapel wit geschilderd en heeft het een spitstongewelf. Tegen de achterwand is een altaar geplaatst en heeft een lichtgrijs marmeren blad.

## Kruis
Het kruis in de kapel werd vroeger waarschijnlijk op een grafkist geplaatst en was het in bezit van de familie Everaers uit Elsloo. Vele jaren hing het kruis in huis en toen er geschilderd werd werd het kruis op zolder tegen de schoorsteen geplaatst. Op 27 november 2004 brak er in de schoorsteen brand uit waarbij de hele zolder uitbrandde en alles door het vuur verteerd werd. Alles, behalve het kruis dat wonderbaarlijk de brand had doorstaan. Na enkele jaren op de schoorsteenmantel te hebben gestaan werd het kruis op een groter kruis geplaatst en in de kapel gezet.